# Sheikh-Amri-Abeid-Memorial-Stadion
Das Sheikh-Amri-Abeid-Memorial-Stadion (Swahili Uwanja wa Kumbukumbu wa Sheikh Amri Abeid, englisch Sheikh Amri Abeid Memorial Stadium) ist ein Fußballstadion mit Leichtathletikanlage in der tansanischen Stadt Arusha der gleichnamigen Region. Es ist die Heimspielstätte der Fußballvereine Arusha FC und JKT Oljoro FC. 

## Geschichte
Die Anlage war der Austragungsort des Kilimanjaro Bowl 2011, dem ersten American-Football-Spiel in Afrika. Hier finden bis zu 20.000 Zuschauer Platz. Außerdem war sie Austragungsort des CECAFA-Cup 2002 und 2007. Die Sportstätte ist benannt nach Kaluta Amri Abeid (1924–1964), einem islamischen Geistlichen, Dichter und Politiker in Tansania.